# Тесна кожа 4
Тесна кожа 4 је југословенски филм из 1991. године. Четврти је наставак филмског серијала Тесна кожа, у овом наставку гостовала је певачица Снежана Бабић Снеки и отпевала свој хит Снеки Реп познат и као Моје вруће хаљине. Био је најгледанији филм у бившој Југославији 1991. године.
Сценарио су писали Синиша Павић, Љиљана Павић и Милан Живковић а филм је премијерно приказан 28. новембра 1991.

## Радња
Димитрије Пантић поводом 35 година рада његовог предузећа добија плакету и сат. Међутим, он се нада унапређењу. У то време, његов директор Шојић, склапа договор са Ђолетом и господином Трпковићем о томе да упропасти предузеће и пошаље га на лицитацију, односно продају, и тиме себи обезбеди новац. Пантић касније добија отказ и ради као приватни детектив за једну агенцију. Сасвим случајно, он на задатку сазнаје Шојићев план. Он му то саопштава сутрадан, и уцењује га, али од унапређења у предузећу и даље није било ништа.

## Улоге
| Глумац                  | Улога                             |
| ----------------------- | --------------------------------- |
| Никола Симић            | Димитрије „Мита” Пантић           |
| Милан Гутовић           | Срећко Шојић                      |
| Ружица Сокић            | Персида „Сида” Пантић             |
| Воја Брајовић           | Џорџ „Ђоле”                       |
| Оливера Марковић        | Митина тетка                      |
| Мима Караџић            | Блажо                             |
| Власта Велисављевић     | Трпковић                          |
| Јелица Сретеновић       | подстанарка Сузана                |
| Слободан Нинковић       | Рамбо                             |
| Никола Којо             | Момир (старији детектив за обуку) |
| Ташко Начић             | батлер Милорад                    |
| Даница Максимовић       | Мира Пантић                       |
| Гојко Балетић           | Бранко Пантић                     |
| Александар Тодоровић    | Александар „Саша” Пантић          |
| Душан Почек             | први службеник                    |
| Мирослав Бијелић        | други службеник                   |
| Звонко Миленковић       | Миле                              |
| Весна Малохоџић Чермак  | Слађа                             |
| Михајло Бата Паскаљевић | пензионер са шахом                |
| Душан Булајић           | поштар                            |
| Лора Орловић            | секретарица                       |
| Оливера Викторовић      | продавачица Тања                  |
| Драгомир Станојевић     | разјарени тип                     |
| Бранислав Стојановић    | мађионичар                        |

## Екипа
Екипа која је радила на филму:
- Сценарио: Милан Живковић, Синиша Павић, Љиљана Павић
- Режија: Милан Живковић
- Музика: Борис Бизетић
- Сниматељ: Предраг Поповић
- Сценографија: Миленко Јеремић
- Костимографија: Љиљана Милошевић
- Монтажа: Соња Ђорђевић

## Занимљивости
- Улога Рамба коју је тумачио Слободан Бода Нинковић касније се појављује у серији Срећни људи.
- Иако је на шпици потписан као аутор сценарија, Синиша Павић је истакао да овај филм не убраја у серијал уз образложење да је његово име "нелегално искоришћено" и да сценарио представља "резултат крађе од стране Гаме".[3][4] Наиме, до сукоба између Павића и продуцентске куће Gama Entertainment Group дошло је након покушаја да филм сниме без Павићевог знања а на сценарио Милана Живковића потпишу њега као аутора.[5] Због повреде моралних ауторских права, покренут је судски спор, који је Павић добио. Након тога, продуцентска кућа је била обавезана да му исплати новчану накнаду, што је учињено тек после девет година.[6]